# Kirche Hl. Großmärtyrer Georg (Oglađenovac)
Die Kirche Hl. Großmärtyrer Georg der Siegbringende (serbisch Црква Светог великомученика Георгија  Победоносца, Crkva Svetog velikomučenika Georgija Pobedonosca) in Oglađenovac, einem Dorf in der Opština Valjevo (Gemeinde Valjevo), ist eine serbisch-orthodoxe Kirche im Westen Serbiens.
Die Kirche wurde von 1938 bis 1940 erbaut und 1962 eingeweiht. Sie ist dem Heiligen Großmärtyrer Georg geweiht. Die Kirche ist die Pfarrkirche der Pfarrei Oglađenovac im Dekanat Podgorina der Eparchie Valjevo der Serbisch-Orthodoxen Kirche.

## Lage
Das Kirchengebäude und das neben ihr stehende Pfarrhaus stehen im Dorfzentrum von Oglađenovac. Im Dorf befinden sich zudem vier Serbisch-orthodoxe Dorffriedhöfe.
Die Kirche und das Pfarreihaus gehören zur Pfarrei Oglađenovac im Dekanat Podgorina der Eparchie Valjevo der Serbisch-orthodoxen Kirche. Derzeitiger Priester ist Grozdan Gajić.
Neben Oglađenovac gehören zur Pfarrei (Kirchengemeinde) auch kleinere Teile der Nachbardörfer: Gola Glava, Osladić und Družetić. Die Pfarrei ist die kleinste Pfarrei der gesamten Eparchie Valjevo und im Pfarrgebiet leben um die 1000 Menschen.
Dies ist jedoch kein Hindernis für die Kirchgemeinde, neben den üblichen religiösen Tätigkeiten, auch andere Aktivitäten von kulturellen, pädagogischen und sportlichen Charakter im Dorf zu organisieren und zu unterstützen.
Eine Besonderheit der Kirchgemeinde Oglađenovac ist das der örtliche Fußballclub FK Mali Korak und das 2002 errichtete Fußballstadion im Ort im Besitz der Kirchengemeinde sind.
Oglađenovac gehört zur Opština Valjevo, im Okrug Kolubara in Westzentralserbien in der westlichen Podgorina, einer historischen Region.

## Geschichte und Architektur
Bevor in den 1930er Jahren eine eigene Pfarrei für das Dorf gegründet wurde, gehörte das Dorf insgesamt zu diesen drei serbisch-orthodoxen Pfarreien: Bukovica, Kamenica und Miličinica. Die drei Dörfer sind allesamt Nachbardörfer von Oglađenovac.
Die Vorbereitungen zum Bau der Kirche begannen 1935. 1938 wurde auf dem Gelände von Branislav und Dragić Lazarević, die aus dem Dorf stammten und der Kirchengemeinde Oglađenovac den Platz schenkten, mit dem Bau der Kirche begonnen.
Im November 1939 wurden die Kirchenfundamente von den Priestern Milorad Jovanović aus dem Dorf Osladić und Milivoje Nastić aus Bukovica geweiht. Ein Jahr später im November 1940 war die Kirche zu Ende gebaut und mit einem Dach abgedeckt. Danach begann man im Kircheninneren die Vorbereitung für die Durchführung der Gottesdienste in der Kirche.
Die Kirche ist ein einschiffiges Kirchengebäude mit einer Altar-Apsis im Osten und einem Kircheingang im Westen. Über dem Eingang wurde 1988 eine Rundkuppel erbaut und mit Kupfer abgedeckt.
Das Kircheninnere ist nicht mit Fresken bemalt. Die Kirche besitzt typisch für orthodoxe Kirchengebäude eine Ikonostase mit Ikonen.
1940 hatte der Zweite Weltkrieg in Europa schon längst begonnen. Und im April 1941, brach er auch im damaligen Jugoslawien zu dem das Dorf gehörte, mit dem deutschen Angriff ebenfalls aus.
Nach dem Ende des Zweiten Weltkriegs 1945 entstand aus dem vorherigen Königreich Jugoslawien, das 1941 von den Achsenmächten zerteilt worden war, das sozialistische Jugoslawien unter Führung von Josip Broz Tito.
Am 21. Oktober 1962 wurde die Kirche vom Bischof der damaligen Eparchie Šabac-Valjevo Jovan (Velimirović) feierlich eingeweiht. Zur Kircheinweihung waren rund 3000 Gläubige gekommen.
Die Kirche wurde 1988 neu verputzt und das Dach wurde neu verziegelt. Ende 2000 wurden Keramikfliesen und eine Fußbodenheizung in der Kirche installiert.

## Pfarreihaus
Das Pfarrhaus in Oglađenovac wurde nach dem Projekt von Dr. Božidar Petrović, Professor an der Fakultät für Architektur in Belgrad gebaut.
Die Fundamente und Keller wurden von 1990 bis 1991 gebaut, während das Haus in den Jahren 1994 bis 1995 gebaut und abgedeckt wurde. Danach zog die priesterliche Familie in das Pfarrhaus. Bis zum Jahre 2000 wurde das Haus vollständig fertiggestellt. Beim Bau des Pfarrhauses mit den Dimensionen 20 × 11,5 m und mit 600 m² Nutzfläche beteiligten sich 58 Firmen aus Valjevo, Belgrad, Šabac sowie die Gläubigen der Pfarrei Oglađenovac.
Allein das Dach des Pfarrhauses ist 400 m² groß und besteht aus 6500 Ziegelsteinen. Das Pfarrhaus hat einen Kirchensaal, ein Büro, eine Küche, eine Bibliothek und eine Wohnung für den Priester und seine Familie. Das Pfarrhaus wurde am 21. Juli 2003 von dem Bischof der damaligen Eparchie Šabac-Valjevo Lavrentije (Trifunović), am Tag des Hl. Großmärtyrer Prokopios eingeweiht.
Das Pfarrhaus gilt als eines der schönsten Pfarrhäuser in der ganzen Eparchie Valjevo.

## Priester der Pfarrei
Mit der Entscheidung des damaligen Bischofs der Eparchie Šabac-Valjevo Simeon (Stanković) wurde der aus Bosnien stammende Priester Miloš Bogić im Juli 1941, während des Zweiten Weltkriegs, zum ersten Pfarreipriester der Pfarrei Oglađenovac ernannt. Priester Bogić diente im Dorf bis zum Herbst des gleichen Jahres, als er nach Zeugenaussagen zu den Četniks von Dragoljub Mihailović ging und im Krieg starb.
Im November 1942 folgte auf Priester Bogić der neu ernannte Priester Ratibor Jevtić, gebürtig aus dem Dorf Belić, bei Valjevo als Pfarreipriester. Im Herbst 1945 wurde Priester Jevtić aus Oglađenovac, ins Nachbardorf Miličinica versetzt und wurde dort neue Gemeindepfarrer. Die Pfarrei Oglađenovac blieb unbesetzt und die Priester der Pfarren Bukovica, Kamenica und Miličinica dienten in der Kirche.
Erst am 1. Dezember 1953 bekam das Dorf einen eigenen Pfarreipriester wieder. Dieser war Tomislav Jovanović aus dem Dorf Osladić. Am 26. Dezember 1954 wurde jedoch, durch die Entscheidung von Bischof Simeon (Stanković), Priester Jovanović in die Pfarrei des Nachbardorfes Kamenica versetzt. Die Pfarrei Oglađenovac blieb bis 1956 unbesetzt und es dienten die Priester der Nachbarpfarreien in ihr.
Zum neuen Gemeindepriester wurde am 21. November 1956 Predrag Marković, ebenfalls aus Osladić stammend, ernannt. Und am 29. Juli 1959 wurde Priester Marković in die Pfarrei seines Heimatdorfes versetzt und Oglađenovac blieb wieder ohne eignen Priester und wurde von den Nachbarspfarrein betreut.
Am 29. Dezember 1981 wurde Priester Grozdan Gajić aus dem Dorf Zabrdica vom Bischof der damaligen Eparchie Jovan (Velimirović) zum neuen Pfarreipriester ernannt und ist bis heute im Amt des Pfarreipriesters von Oglađenovac tätig. Damit ist er der am längsten amtierende Priester der Pfarrei.